# عكاز (المغربة)

تعديل مصدري - تعديل

عكاز هي إحدى قرى عزلة وكية بمديرية المغربة التابعة لمحافظة حجة، بلغ تعداد سكانها 626 نسمة حسب تعداد اليمن لعام 2004.